# Peter Hollens
Peter James Hollens (Ashland, 4 de março de 1980) é um cantor, compositor, produtor e empresário norte-americano. Ele está envolvido com música a cappella desde 1999 quando, com Leo da Silva, fundou o grupo a cappella "On the Rocks" da Universidade de Oregon, conhecido como o primeiro grupo a capella collegiate em Oregon. Ele lança regularmente novos vídeos em seu canal do Youtube. Com mais de 5 milhões de seguidores e inscritos, seu conteúdo já recebeu mais de um bilhão de visualizações desde 2011.

## Careira
Hollens nasceu no dia 4 de março de 1980 em  Ashland, Oregon, filho de James e Deborah (Melone) Hollens. Ele se formou na Universidade de Oregon com um Bacharel de Música em perfomance Voca. Desde sua graduação na Universidade de Oregon, Hollens tem se envolvido com o colegiato a cappella, incluindo a gravação, produção e sendo juiz de competições a cappella através dos EUA. Em 2010, ele participou do The Sing-Off da NBC, trabalhando com um diretor musical Deke Sharon e recebendo aclamação dos juízes Shawn Stockman, Nicole Scherzinger e Ben Folds por suas perfomances solos ao líderar seu grupo, On the Rocks. Eles foram eliminados em 6º lugar.
Hollens grava e produz a partir do seu estúdio caseiro em Eugene, Oregon, e também produziu para Sony e Epic Records.
Suas gravações incluem tracks para o "The Sing-Off Season 2-Greatest Hits", como também álbuns para colegiatos a cappella para tais grupos como On the Rocks, Divisi, Cornell's Chordials, the Duke's Men of Yale e o Whiffenpoofs.  Ele também gravou os vencedores da 2ª temporada do Sing-Off, Committed, o Backbeats e o grupo vencedor do Grammy Award, The Swingle Singers.
Em 2011 ele começou seu canal no Youtube, geralmente postando vídeos musicais com covers a cappella com várias faixas. Se unindo repetidamente com outros artistas, ele já colaborou com Lindsey Stirling e Taylor Davis. No dia 7 de março de 2020, seu canal tinha mais de 2,46 milhões de inscritos. Para apoiar seus empreendimentos musicais, Hollens se juntou ao grupo de crowdfunding do Patreon em 2013. Em uma entrevista em março de 2017, ele diz ter se tornado um conselheiro do Patreon. Em 2012, ele gravou seu primeiro álbum.
Em 2014, ele assinou um acordo com a Sony Masterworks, o que posteriormente ele considerou um erro e cortou laços com a marca em 2015.
Hollens lançou um álbum com seu nome no dia 27 de outubro daquele ano.
Em 2015, ele se apresentou como vocal convidado no álbum No Pier Pressure do Brian Wilson, durante a música  "Our Special Love".
Em 2016, Hollens se uniu com o grupo Home Free, vencedores da 4ª temporada do The Sing-Off, onde gravaram um arranjamento inteiramente de vocais para o hino Amazing Grace. "Eu tive a honra absoluta de trabalhar com Home Free nesse daqui," Hollens declarou na mensagem após a música. "Eu amo esses caras, eles são tão talentosos e divertidos. Anteriormente chegamos a trabalhar juntos no vídeo "19 You + Me".
Hollens se apresentou pela primeira vez na Broadway durante o show "Home For the Holidays, Live on Broadway" que foi apresentado entre 17 de novembro de 30 de dezembro de 2017, no August Wilson Theatre. No dia 12 de dezembro de 2017, ele foi um convidado no live stream do The Piano Guys chamado 'Light The World Christmas Concert with The Piano Guys and Friends', onde ele comentou que ele estava no "Home For the Holidays, Live on Broadway" e estaria pegando um táxi para o teatro.[carece de fontes?]

## Vida Pessoal
Hollens é casado com Evynne Smith, co-fundadora do grupo a cappella Divisi. Evynne tem seu canal onde posta vídeos musicais, ocasionalmente colaborrando com seu marido. Ela co-escreveu um musical chamado "Milagro", que foi originalmente apresentado em 2018. O casal apresentou seu primeiro show na Broadway, Home for the Holidays, em novembro de 2017. Eles tem dois filhos: Ashland (2014) e Saylor (2018).

## Discografia
- 2012: Hollens [HD]
- 2012: Covers Vol. 1
- 2012: Covers Vol. 2
- 2014: Peter Hollens
- 2016: Misty Mountains: Songs Inspired by The Hobbit and Lord of the Rings
- 2016: A Hollens Family Christmas
- 2017: Covers Vol. III
- 2018: Legendary Folk Songs
- 2018: The Greatest Showman A Cappella
- 2019: Legendary Covers Volume 1
- 2019: Magically Legendary Covers Volume 1

## Prêmios e nomeações
| Ano  | Recipiente                               | Categoria                                                             | Nomeado                                                                                      | Resultado    | Refs.         |
| 2013 | Contemporary A Cappella Recording Awards | Melhor música por solista                                             | "Shenandoah" on Covers Vol. 2                                                                | Venceu       | [ 24 ]        |
| 2014 | Contemporary A Cappella Recording Awards | Melhor música por solista                                             | "I See Fire"                                                                                 | Venceu       | [ 25 ]        |
| 2015 | Game Audio Network Guild Awards          | Melhor cover/remix de videogames                                      | "Baba Yetu" (Civilization IV) feat. Malukah                                                  | Finalista    | [ 26 ]        |
| 2015 | Contemporary A Cappella Recording Awards | Melhor música Folk/Worl                                               | "Black is the Color of My True Love's Hair" feat. Avi Kaplan                                 | Venceu       | [ 27 ]        |
| 2015 | Contemporary A Cappella Recording Awards | Collaborative and Solo Performer Awards/Best Pop/Rock Song            | "Dark Horse" feat. Sam Tsui                                                                  | Indicado     | [ 28 ]        |
| 2016 | Game Audio Network Guild Awards          | Prêmio de melhor Cover/Remix músical de vídeogame                     | Assassin's Creed Syndicate – "Underground"                                                   | Venceu       | [ 29 ]        |
| 2016 | Contemporary A Cappella Recording Awards | Collaborative and Solo Performer Awards/Best Song By A Solo Performer | "Now We Are Free"                                                                            | Venceu       | [ 30 ]        |
| 2017 | A Cappella Video Awards                  | Melhor vídeo colaborativo                                             | "Hamilton – An Acappella Medley"                                                             | Venceu       | [ 31 ]        |
| 2017 | A Cappella Video Awards                  | Melhores efeitos especiais                                            | "Hobbit Drinking Medley"                                                                     | Vice-campeão | [ 31 ]        |
| 2017 | A Cappella Video Awards                  | Melhor vídeo musical                                                  | "Hamilton – An Acapella Medley"                                                              | Vice-campeão | [ 31 ]        |
| 2018 | A Cappella Video Awards                  | Melhor vídeo Folk/World                                               | "Desert Rose"                                                                                | Venceu       | [ 32 ]        |
| 2018 | A Cappella Video Awards                  | Melhor vídeo de feriado                                               | "Carol of the Bells" feat. BYU Vocal Point, One Voice Children's Choir, and BYU Men's Chorus | Vice-campeão | [ 32 ]        |
| 2019 | A Cappella Video Awards                  | Melhor vídeo musical                                                  | "From Now On"                                                                                | Venceu       | [ 33 ]        |
| 2019 | A Cappella Video Awards                  | Melhores efeitos especiais/visuais                                    | "Tightrope"                                                                                  | Vice campeão | [ 33 ]        |
| 2020 | A Cappella Video Awards                  | Melhor vídeo colaborativo                                             | "Hands of Gold & Rains of Castamere"                                                         | Venceu       | [ 34 ] [ 35 ] |
| 2020 | A Cappella Video Awards                  | Melhor edição                                                         | "O Rei Leão vs. Aladdin"                                                                     | Indicado     | [ 34 ] [ 35 ] |
| 2020 | A Cappella Video Awards                  | Melhor Vídeo Country                                                  | "Take Me Home, Country Roads"                                                                | Venceu       | [ 34 ] [ 35 ] |
| 2020 | A Cappella Video Awards                  | Best Show Tunes / Soundtrack / Theme Song Video                       | "O Rei Leão vs. Aladdin"                                                                     | Indicado     | [ 34 ] [ 35 ] |